# Distretto di Zhongzheng
Il distretto di Zhongzheng (cinese tradizionale: 中正區; mandarino pinyin: Zhōngzhèng Qū) è un distretto di Taipei. Ha una superficie di 7,61 km² e una popolazione di 162.922 abitanti al 2013.